# Joséphine Ladwig
Joséphine Ladwig (Sarrelouis, 11 dicembre 1924 – Bischwiller, 12 novembre 2014) è stata una modella francese, vincitrice del titolo di Miss Alsazia 1939, Miss Francia 1940.
Fu la prima Miss Alsazia ad essere incoronata Miss Francia e l'ultima ad essere eletta prima della seconda guerra mondiale. Dal 1941, le elezioni si fermarono per sei anni prima di essere riprese nel 1947 dal comitato di Miss France fondato da Rinsaldo Guy e Louis Poirot, marito di Geneviève de Fontenay.
L'elezione di Miss Francia avvenne a Parigi.